# Lac des Fourches (Les Lacs-du-Témiscamingue)
Pour les articles homonymes, voir Lac des Fourches.
Le lac des Fourches est un Modèle:Lac de barrage hydroélectrique situé dans le territoire non organisé Les Lacs-du-Témiscamingue, dans la municipalité régionale de comté (MRC) de Témiscamingue, dans la région administrative de l'Abitibi-Témiscamingue, au Québec, au Canada.
Ce lac est situé entièrement en zone forestière. La foresterie constitue la première activité économique du secteur ; les activités récréotouristiques, en second. Une route forestière dessert le côté Est du lac et une autre le côté Ouest.
Ce plan d’eau est généralement gelé de la mi-novembre à la mi-avril, néanmoins la période de circulation sécuritaire sur la glace est généralement de la mi-décembre à la fin mars.

## Géographie
D'une longueur de 9,0 km et d'une largeur de 2,1 km, le lac des Fourches couvre une superficie de km2. Sa surface est à une altitude de 298 m. Ce lac comporte 64 îles. Ce lac est entouré de zones de marais, particulièrement à l’Est. Il reçoit ses eaux surtout de la rivière Winneway et de la rivière Marécageuse.
Les principaux bassins versants voisins du « lac ses Fourches » sont :
- côté Nord : lac Nodier, réservoir Decelles, lac Simard, rivière des Outaouais ;
- côté Est : rivière de l'Esturgeon, rivière Decelles, Lac de l’Esturgeon ;
- côté Sud : rivière Marécageuse, rivière Winneway, lac Soufflot ;
- côté Ouest : lac Simard (Témiscamingue), rivière Guillet, rivière Blondeau, rivière des Outaouais.

Le lac des Fourches est traversé vers le Nord-Ouest par la rivière Winneway ; le courant se déverse au Nord-Ouest du lac. En aval de ce lac, un barrage a été érigé sur la rivière Winneway refoulant les eaux sur 9,3 km. La rivière Winneway est un affluent de la rive Sud-Est du lac Simard (Témiscamingue) lequel est à son tour traversé dans sa partie Nord-Ouest par le cours de la rivière des Outaouais. De là, le courant de cette dernière rivière traverse successivement les lacs Grassy, le "des Quinze", puis le lac Témiscamingue.

## Toponymie
Jadis, ce plan d’eau était désigné lac Spring. La Banque de noms de lieux de la Commission de toponymie du Québec répertorie 18 hydronymes lac des Fourches au Québec. Sur le plan toponymimque, le terme fourche signifie embranchement ; ce qui reflète bien les caractéristiques de ce plan d'eau.
Le toponyme lac des Fourches a été officialisé le 5 décembre 1968 à la Banque des noms de lieux de la Commission de toponymie du Québec, soit à la création de cette commission.